# Капталь де Бюш

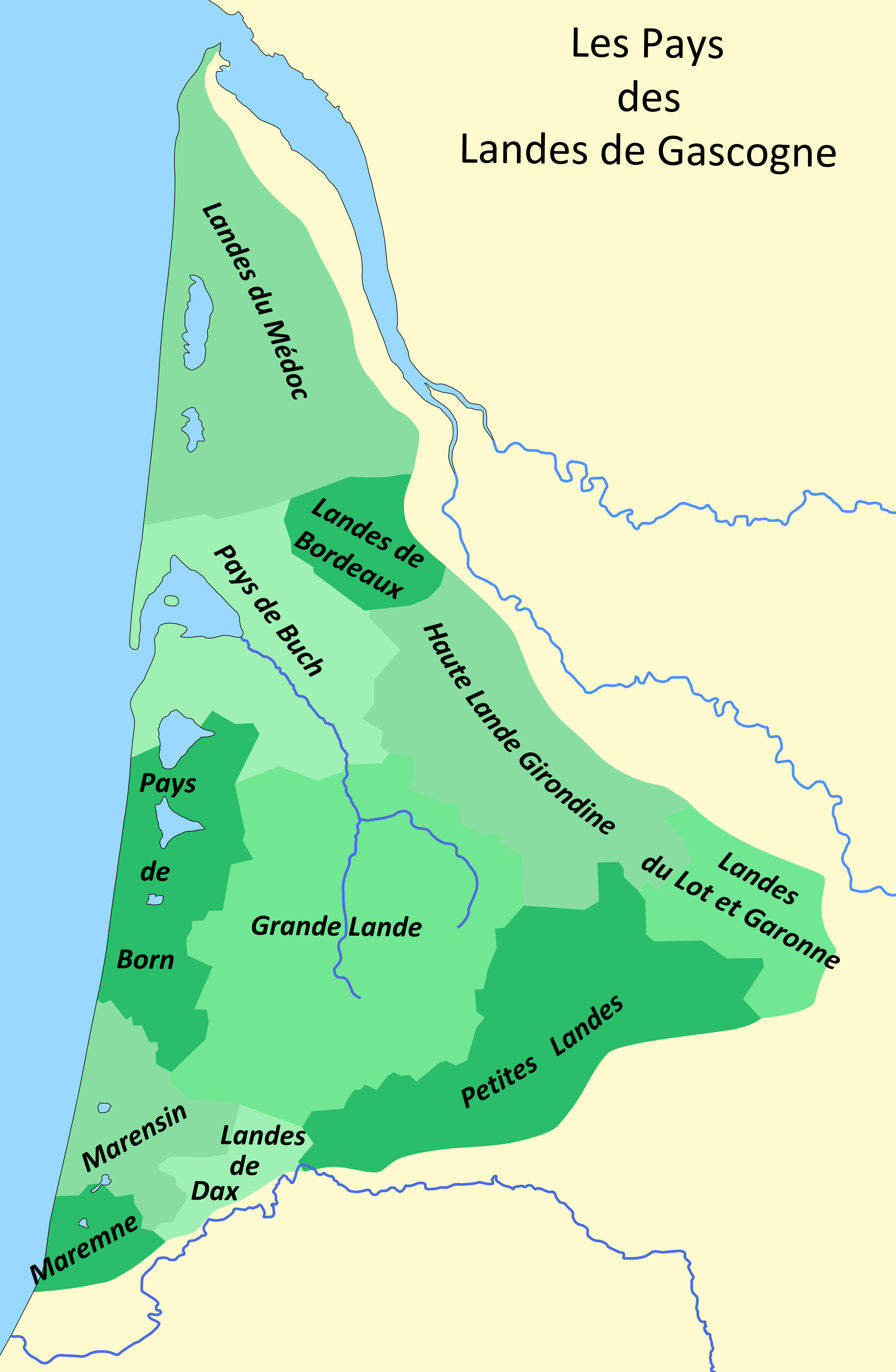

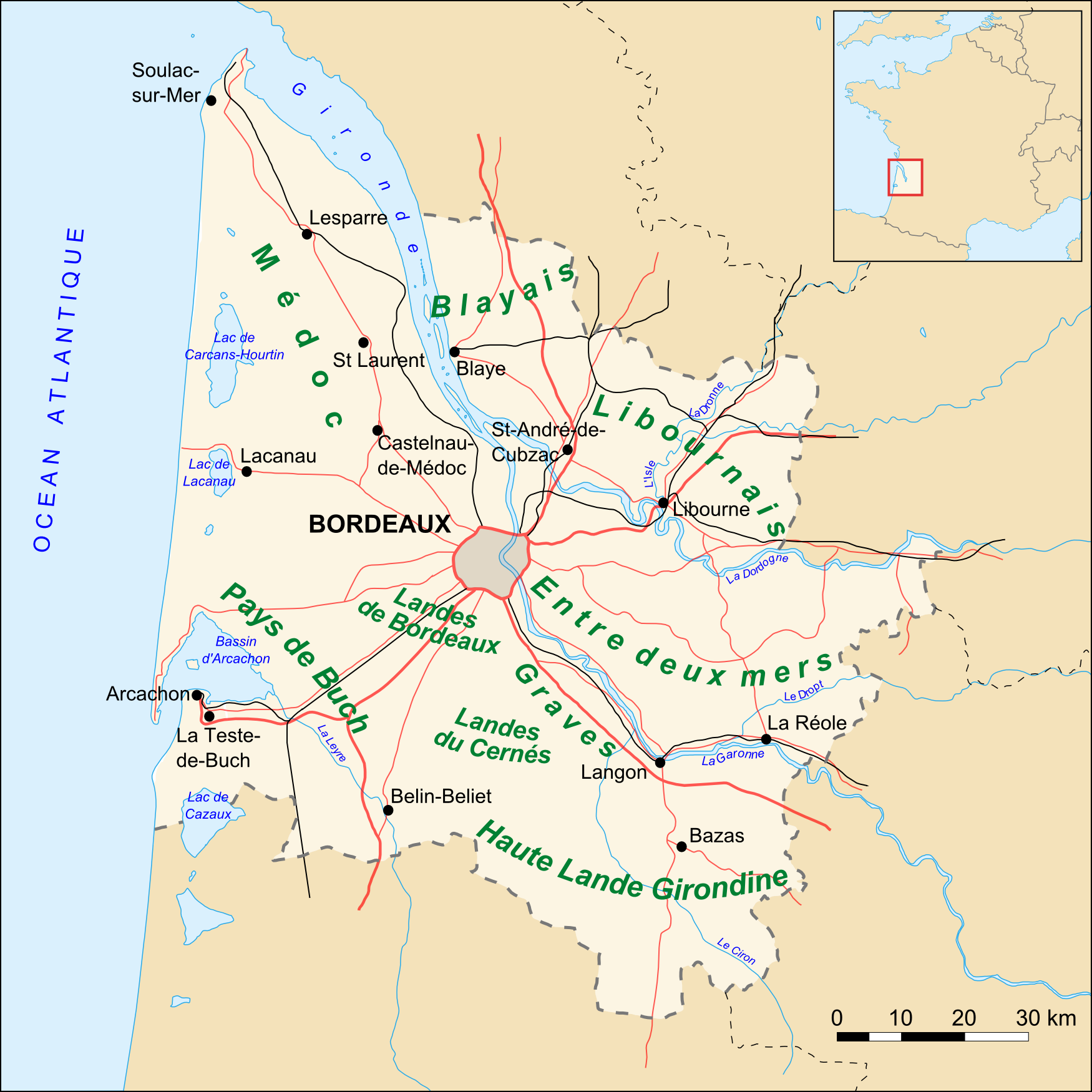
Страна Бюш (снизу слева)

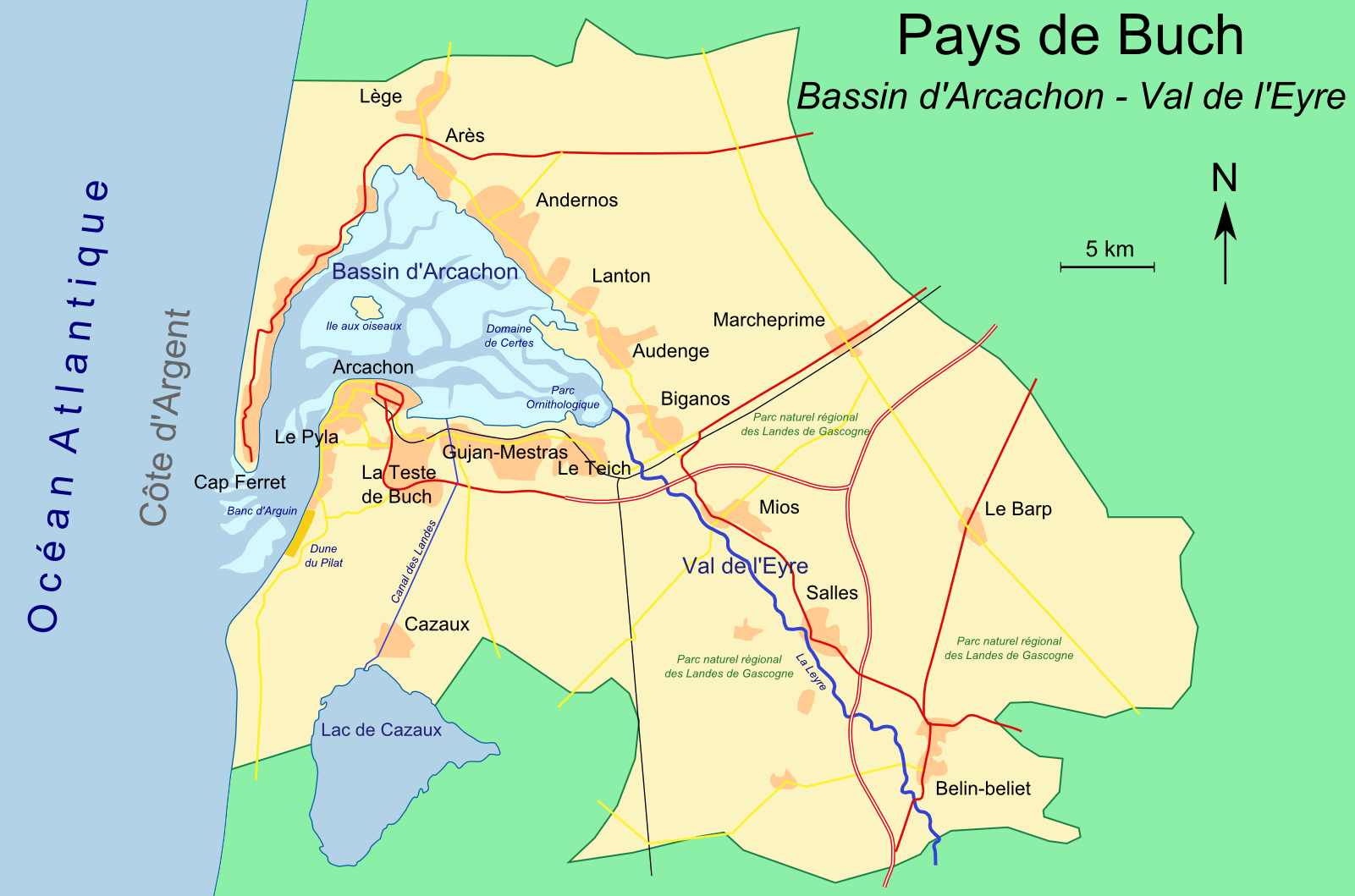
Страна Бюш. Владения капталей располагались к югу от Аркашонского залива

Капталат Бюш на карте юго-западной Франции 13 в.

Капталь де Бюш (фр. Captal de Buch) — титул сеньоров Бюша, владения которых располагались в южной части области Бюш в Гаскони. В состав этого феодального образования входили церковные приходы Ла Тет, Гюжан и Казо, соответствующие современным коммунам Аркашон, Ла-Тест-де-Бюш и Гюжан-Метра.

## История
Титул капталя восходит к латинскому слову «Capitalis» (первый, главный). Данный титул носили сеньоры Трена, Пюишагу, Эпернона и Бюша.
Первый известный носитель титула, Пьер Аманьё де Бордо (ум. после 21 мая 1300), происходил из знатного гасконского рода, изначально проживавшего в Бордо и усвоившего в качестве патронима название города. Представители этого рода посредством удачных браков с представительницами ряда крупных гасконских родов укрепили положение рода в Гаскони, приобретя ряд сеньорий. Однако точная реконструкция генеалогии рода сталкивается с проблемами из-за использования имени Пьер через поколение. Внук Пьера Аманье, Пьер (VI) де Бордо, умер бездетным, после чего титул унаследовала его сестра, Ассалинда. Благодаря этому посредством брака титул капталя де Бюш унаследовали представители знатного рода Грайи.
Грайи, которые обосновались в Гаскони в середине XIII века, владели рядом других владений, включая виконтства Кастийон и Бенож. Старший сын Пьера II от первого брака — Жан II де Грайи (ум. ок. 1343) в 1339 году отличился в одном из сражений начавшейся Столетней войны. В качестве награды за службу он получил графство Бигорр, захваченное англичанами. Его сын Жан III де Грайи (1331—1376) был ближайшим соратником Эдуарда Чёрного Принца, наследника короля Англии Эдуарда III, и крупным английским военачальником в Столетней войне. Жан III умер в 1376 году, не оставив наследников.
Владения Жана III (за исключением Бигорра, отвоёванного в 1370 году французами), унаследовал Аршамбо де Грайи (ум. 1413), младший сын Пьера II. А после смерти в 1397 году графа Матье де Фуа, его владения унаследовала Изабелла де Фуа, сестра Матье, жена Аршамбо де Грайи. Первоначально Аршамбо, который как и его отец и брат был сторонником англичан, отказался признать сюзеренитет короля Франции Карла VI за Беарн. Но после того французские войска вторглись в Беарн, в 1402 году Аршамбо вместе с сыновьями принёс присягу Карлу VI.
После смерти Аршамбо его дети, которые усвоили родовое прозвание Фуа, разделили владения. Титул капталя де Бюш вместе с титулами сеньора де Гальи, графа де Бенож и де Лонгвиль унаследовал младший сын Аршамбо, Гастон I де Фуа-Грайи (ум. после 1455). Подобно своим предкам, он держался в Столетней войне стороны англичан. Его сын, Жан де Фуа, женился на сестре Уильяма де Ла Поль, 1-го герцога Саффолка, и был пожалован английским королём в кормление третьим по величине городом Камбрии, Кенделом, с титулом графа. Его сын, Гастон II, отъехал во Францию, где продолжил именовать себя графом Кенделом (на французский манер — де Кандалем).
Последним представителем рода, носившим титул капталя де Бюш, был Анри де Фуа-Кандаль. Он погиб в 1572 году битве с католиками у Соммьера.  От брака с дочерью коннетабля Анна де Монморанси у него остались две дочери, из которых старшая была выдана замуж за одного из миньонов короля Генриха III, герцога д’Эпернона. Последний добился заточения её сестры в монастыре и присвоил наследство Фуа-Кандалей, в том числе и титула капталя де Бюша. Титул капталя де Бюша последовательно носили двое сыновей герцога, Анри, герцог де Кандаль, и Бернар, герцог д’Эпернон.
Бернар умер в 1661 году, его единственный сын умер раньше, после чего род угас. Титул капталя де Бюш после этого возвратился в дом Фуа-Кандаль: его получил Жан Батист Гастон де Фуа, граф дю Флё, происходивший из ветви Фуа-Рандон, идущей от Жана де Фуа-Кандаль (ум. 1521), виконта де Мейль, младшего брата Гастона II де Фуа-Кандаля. Его единственная дочь умерла ребёнком в 1667 году, после чего титул капталя унаследовал его брат, Анри Франсуа де Фуа-Кандаль. Будучи бездетным, он в 1713 году продал титул капталя де Бюш Жану Батисту Аманье де Рюа. После смерти в 1803 году его внука Франсуа Аманье де Рюа титул исчез.

## Список капталей де Бюш
Дом Бордо
- ? — после 1300: Пьер Аманьё де Бордо (ум. после 21 мая 1300), капталь де Бюш
- после 1300 — 1307: Пьер (VI) де Бордо (ум. 1307), капталь де Бюш, внук предыдущего
- 1307 — 1328:Ассалида де Бордо, капталесса де Бюш, сестра предыдущего
1-й муж: Бертран де Л’Иль-Журден (ум. до 1 сентября 1307);
2-й муж: Пьер II де Грайи (ок. 1285/1290 — 1356), сеньор де Грайи, де Шеле, де Сен-Круа де Вильягран, де Лангон, де Фле, капталь де Бюш (по праву жены)

Дом Грайи
- 1307—1328: Пьер II де Грайи (ок. 1285/1290 — 1356), сеньор де Грайи, де Шеле, де Сен-Круа де Вильягран, де Лангон, де Фле, капталь де Бюш (по праву жены)
- 1328—1343: Жан II де Грайи (ок. 1310—1343), капталь де Бюш, виконт де Кастильон и де Бенож, сеньор де Грайи, де Фле де Пи-Полен, де Сен-Круа де Вильягран, де Рол, де Лангон и де Кастельно-дю-Медок, сын предыдущего;
- 1343—1362: Гастон де Грайи (1330—1362), капталь де Бюш, виконт де Кастильон и де Бенож, сеньор де Грайи, де Фле де Пи-Полен, де Сен-Круа де Вильягран, де Рол, де Лангон и де Кастельно-дю-Медок, сын предыдущего, умер от чумы;
- 1343—1376: Жан III де Грайи (1331 — 7 сентября 1376), граф де Бигорр с 1339, капталь де Бюш, виконт де Кастильон и де Бенож, сеньор де Грайи, де Фле де Пи-Полен, де Сен-Круа де Вильягран, де Рол, де Лангон и де Кастельно-дю-Медок с 1362, коннетабль Гиени;
- 1376—1413: Аршамбо де Грайи (1330/1345 — 23 февраля 1413), виконт де Шатильон и барон де Жюрсон с 1356, капталь де Бюш, виконт де Кастильон и де Бенож, сеньор де Грайи, де Фле де Пи-Полен, де Сен-Круа де Вильягран, де Рол, де Лангон и де Кастельно-дю-Медок с 1376, граф де Фуа, виконт де Беарн, де Габардан, де Марсан, де Кастельбон и де Сердань, сеньор де Монкада и де Кастельвьель с 1397 (по праву жены), сын Пьера II де Грайи;
- 1413 — после 1455: Гастон I де Фуа-Грайи (ум. после 1455), капталь де Бюш, сеньора де Гальи, графа де Бенож и де Лонгвиль с 1413, сын предыдущего;
- после 1455—1485: Жан де Фуа-Кандаль (ок. 1425 — 1485), капталь де Бюш, виконт де Кастильон и де Мейль, граф де Бенож после 1455, граф Кендел (Кандаль) в 1446—1461, сын предыдущего;
- 1485—1500: Гастон II де Фуа-Кандаль (1448 — 25 марта 1500), капталь де Бюш, виконт де Кастильон и де Мейль, граф де Кандаль и де Бенож с 1485, сын предыдущего;
- 1500—1536: Гастон III де Фуа-Кандаль (ум. 1536), граф де Бенож и де Кандаль, капталь де Бюш с 1500, граф д’Астарака и барон Аспе (по праву жены), сын предыдущего;
- 1536—1571: Фредерик де Фуа-Кандаль (ок. 1510 — август 1571), граф де Бенож, де Кандаль и д’Астарак, капталь де Бюш с 1536, сын предыдущего;
- 1571—1572: Анри де Фуа-Кандаль (ум. в феврале 1572), граф де Бенож, де Кандаль и д’Астарак, капталь де Бюш с 1536, сын предыдущего;
- 1572—1593: Маргарита де Фуа-Кандаль (1567—1593), графиня де Бенож, де Кандаль и д’Астарак, капталесса де Бюш с 1572, дочь предыдущего
муж: Жан Луи де Ногаре де Ла Валетт (1554 — 13 января 1642), герцог д’Эпернон

Дом де Ногаре де Ла Валетт
- 1593—1639: Анри де Ногаре де Ла Валетт (1591—1639), граф де Кандаль, капталь де Бюш с 1593, герцог де Кандаль с 1621, сын Маргариты де Фуа-Кандаль;
- 1639—1661: Бернар де Ногаре де Ла Валетт (1592 — 25 июля 1661), герцог де Ла Валетт с 1622, граф де Кандаль и капталь де Бюш с 1639, герцог д’Эпернон с 1642, герцог де Кандаль, брат предыдущего.

дом Фуа-Кандаль, ветвь Фуа-Рандан
- 1661—1665: Жан Батист Гастон де Фуа (1638 — 12 декабря 1665), граф дю Флё и де Гарсон с 1646, герцог де Рандан, капталь де Бюш с 1661, потомок Жана де Фуа-Кандаля;
- 1665—1667: Мари де Фуа-Кандаль (ум. май 1667), капталисса де Бюш с 1665, дочь предыдущего
- 1667—1713: Анри Франсуа де Фуа-Кандаль (1640 — 22 февраля 1714), герцог де Рандан, капталь де Бюш с 1667

Дом Аманье де Рюа
- 1713—1736: Жан Батист Аманье де Рюа (1676—1736), капталь де Бюш с 1713;
- 1736—1776: Франсуа Ален Аманье де Рюа (1676—1736), капталь де Бюш с 1736, сын предыдущего;
- 1776—1803: Франсуа Аманье де Рюа (ум. 1803), капталь де Бюш с 1776, сын предыдущего;